# LIVE COMPLETE '95〜96
『LIVE COMPLETE '95〜'96』（ライブ・コンプリート・ナインティーンナインティファイブ ナインティーンナインティシックス）は、日本のミュージシャンである長渕剛のライブ・アルバムである。
1996年10月25日に東芝EMI／エキスプレスよりリリースされた。
1995年から1996年に行われた公演の中から抜粋して収録されている。全2枚組。
リリース当初は20万枚の完全生産限定盤であったが、2006年3月8日に、24ビット・デジタル・リマスタリング化された上で、プライスダウンして再リリースされた。

## 解説
長渕にとって4作目となるライブ・アルバム。
1995年のライブ『いつかの少年』と、1996年のライブ『KAZOKU（家族）』から収録されている。

## リリース履歴
| No. | 日付           | レーベル              | 規格 | 規格品番      | 最高順位 | 備考                                         |
| --- | -------------- | --------------------- | ---- | ------------- | -------- | -------------------------------------------- |
| 1   | 1996年10月25日 | 東芝EMI／エキスプレス | CD   | TOCT-9600〜1  | 4位      | 完全生産限定盤、デジパック仕様               |
| 2   | 2006年3月8日   | 東芝EMI／エキスプレス | CD   | TOCT-25964〜5 | -        | 24ビット・デジタルリマスター、デジパック仕様 |

## 収録曲
| 全作詞・作曲: 長渕剛（注記を除く）。 |                           |                      |                      |       |
| #                                    | タイトル                  | 作詞                 | 作曲・編曲           | 時間  |
| 1.                                   | 「気張いやんせ」          | 長渕剛（注記を除く） | 長渕剛（注記を除く） | 4:15  |
| 2.                                   | 「HOLD YOUR LAST CHANCE」 | 長渕剛（注記を除く） | 長渕剛（注記を除く） | 5:44  |
| 3.                                   | 「人間」                  | 長渕剛（注記を除く） | 長渕剛（注記を除く） | 6:39  |
| 4.                                   | 「STAY DREAM」            | 長渕剛（注記を除く） | 長渕剛（注記を除く） | 5:32  |
| 5.                                   | 「LICENSE」               | 長渕剛（注記を除く） | 長渕剛（注記を除く） | 6:53  |
| 6.                                   | 「激愛」                  | 長渕剛（注記を除く） | 長渕剛（注記を除く） | 6:53  |
| 7.                                   | 「交差点」                | 長渕剛（注記を除く） | 長渕剛（注記を除く） | 6:00  |
| 8.                                   | 「ひざまくら」            | 長渕剛（注記を除く） | 長渕剛（注記を除く） | 4:50  |
| 9.                                   | 「東京青春朝焼物語」      | 長渕剛（注記を除く） | 長渕剛（注記を除く） | 10:26 |
| 10.                                  | 「友よ」                  | 長渕剛（注記を除く） | 長渕剛（注記を除く） | 6:48  |
| 11.                                  | 「耳かきの唄」            | 長渕剛（注記を除く） | 長渕剛（注記を除く） | 10:36 |
| 合計時間:                            | 合計時間:                 | 74:46                |                      |       |

| #         | タイトル                         | 作詞  | 作曲・編曲 | 時間  |
| --------- | -------------------------------- | ----- | ---------- | ----- |
| 1.        | 「三羽ガラス」                   |       |            | 8:43  |
| 2.        | 「しゃぼん玉」                   |       |            | 6:51  |
| 3.        | 「泣くな、泣くな、そんな事で」   |       |            | 10:27 |
| 4.        | 「月が吠える」                   |       |            | 6:14  |
| 5.        | 「一匹の侍」                     |       |            | 8:03  |
| 6.        | 「己」                           |       |            | 3:52  |
| 7.        | 「家族」(作詞：長渕剛、髙山文彦) |       |            | 12:57 |
| 8.        | 「何故」                         |       |            | 6:18  |
| 9.        | 「身をすててこそ」               |       |            | 8:10  |
| 合計時間: | 合計時間:                        | 71:43 |            |       |

## 曲解説

### DISC 1 (ACOUSTIC SIDE)
1. 気張いやんせ
2. HOLD YOUR LAST CHANCE
3. 人間
4. STAY DREAM
5. LICENSE
6. 激愛
7. 交差点
8. ひざまくら
9. 東京青春朝焼物語
10. 友よ
11. 耳かきの唄

※M5.シングル「傷まみれの青春」カップリング曲。

### DISC 2 (BAND SOUND SIDE)
1. 三羽ガラス
2. しゃぼん玉
3. 泣くな、泣くな、そんな事で
4. 月が吠える
5. 一匹の侍
6. 己
7. 家族
8. 何故
9. 身をすててこそ

## 参加ミュージシャン

### Live '95 "いつかの少年"
- 長渕剛 - アコースティック・ギター、アコースティック・ピアノ、ブルース・ハープ
- 笛吹利明 - アコースティック・ギター、フラットマンドリン
- 浜田良美 - アコースティック・ギター、コーラス

### Live '96 "KAZOKU"
長渕剛のツアーでキーボードを担当するのは、かつては中西康晴、現在は国吉良一でほぼ決まっているが、このツアーのみエルトン永田（永田一郎）が務めている。また、矢島賢が帯同した最後のツアーでもある。
- 長渕剛 - ギター、ブルース・ハープ
- 島村英二 - ドラムス
- 岡沢章 - ベース
- 笛吹利明 - アコースティック・ギター
- 矢島賢 - エレクトリックギター
- エルトン永田 - キーボード (楽器)
- 浜田良美 - ギター、コーラス